# Плезант-Гілл (Айова)
Плезант-Гілл (англ. Pleasant Hill) — місто (англ. city) в США, в окрузі Полк штату Айова. Населення — 10 147 осіб (2020).

## Географія
Плезант-Гілл розташований за координатами 41°35′57″ пн. ш. 93°30′30″ зх. д. / 41.59917° пн. ш. 93.50833° зх. д. (41.599235, -93.508394).  За даними Бюро перепису населення США в 2010 році місто мало площу 24,06 км², з яких 23,69 км² — суходіл та 0,36 км² — водойми.

## Демографія
Згідно з переписом 2010 року, у місті мешкало 8785 осіб у 3395 домогосподарствах у складі 2426 родин. Густота населення становила 365 осіб/км².  Було 3587 помешкань (149/км²).
Расовий склад населення:
| - 91,0 % — білих - 2,7 % — чорних або афроамериканців - 2,5 % — азіатів - 0,3 % — корінних американців |

До двох чи більше рас належало 2,6 %. Частка іспаномовних становила 4,5 % від усіх жителів.
За віковим діапазоном населення розподілялося таким чином: 27,4 % — особи молодші 18 років, 61,3 % — особи у віці 18—64 років, 11,3 % — особи у віці 65 років та старші. Медіана віку мешканця становила 35,1 року. На 100 осіб жіночої статі у місті припадало 88,0 чоловіків;  на 100 жінок у віці від 18 років та старших — 85,8 чоловіків також старших 18 років.
Середній дохід на одне домашнє господарство  становив 84 956 доларів США (медіана — 72 431), а середній дохід на одну сім'ю — 100 447 доларів (медіана — 86 289). Медіана доходів становила 55 928 доларів для чоловіків та 39 340 доларів для жінок. За межею бідності перебувало 6,6 % осіб, у тому числі 9,3 % дітей у віці до 18 років та 4,5 % осіб у віці 65 років та старших.
Цивільне працевлаштоване населення становило 5232 особи. Основні галузі зайнятості: освіта, охорона здоров'я та соціальна допомога — 28,0 %, фінанси, страхування та нерухомість — 14,8 %, виробництво — 9,5 %, науковці, спеціалісти, менеджери — 9,1 %.